# Musophaga violacea
Il turaco violetto (Musophaga violacea Isert, 1788) è un uccello della famiglia Musophagidae.

## Sistematica
Musophaga violacea non ha sottospecie, è monotipica.

## Distribuzione e habitat
Questo uccello vive nell'Africa occidentale, in una zona compresa tra il Senegal e il Ciad a nord, e tra la Liberia e la Guinea Equatoriale e il Camerun a sud.